# Episodi de Le avventure di Charlie Chan
La prima e unica stagione della serie televisiva Le avventure di Charlie Chan è andata in onda nel Regno Unito dal 9 agosto 1957 al 1958 in syndication. In Italia è stata trasmessa sulle reti locali.
| nº | Titolo originale             | Titolo italiano                    | Prima TV UK       | Prima TV Italia |
| -- | ---------------------------- | ---------------------------------- | ----------------- | --------------- |
| 1  | Your Money or Your Wife      | Il tesoro di mia moglie            | 9 agosto 1957     |                 |
| 2  | The Secret of the Sea        | Il segreto in spiaggia             | 1957              |                 |
| 3  | The Lost Face                | L'ultima faccia                    | 1957              |                 |
| 4  | Blind Man's Bluff            | Vicolo cieco                       | 1957              |                 |
| 5  | The Great Salvos             | La grande salvezza                 | 1957              |                 |
| 6  | The Counterfeiters           | I falsari                          | 12 ottobre 1957   |                 |
| 7  | The Death of a Don           | Morte di un don                    | 21 settembre 1957 |                 |
| 8  | Charlie's Highland Fling     | Avventura in altopiano per Charlie | 1957              |                 |
| 9  | The Patient in Room 21       | Paziente nella stanza 21           | 28 settembre 1957 |                 |
| 10 | The Rajput Ruby              | Il rubino rajput                   | 19 ottobre 1957   |                 |
| 11 | The Final Curtain            | Il sipario finale                  | 5 ottobre 1957    |                 |
| 12 | Death at High Tide           | Morte in alta marea                | 1957              |                 |
| 13 | The Circle of Fear           | Il circolo della paura             | 9 novembre 1957   |                 |
| 14 | An Exhibit in Wax            | Una mostra in cera                 | 2 novembre 1957   |                 |
| 15 | Backfire                     | Ritorno di fiamma                  | 14 settembre 1957 |                 |
| 16 | Patron of the Arts           | Il peso dell'arte                  | 16 novembre 1957  |                 |
| 17 | A Hamlet in Flames           | L'amleto in fiamme                 | 23 novembre 1957  |                 |
| 18 | Dateline - Execution         | Linea di dati                      | 7 dicembre 1957   |                 |
| 19 | The Sweater                  | Il maglione                        | 1958              |                 |
| 20 | The Noble Art of Murder      | L'arte nobile dell'omicidio        | 11 febbraio 1958  |                 |
| 21 | Three Men on a Raft          | Tre uomini su una zattera          | 1958              |                 |
| 22 | No Holiday for Murder        | Nessuna spiaggia per un omicidio   | 14 dicembre 1957  |                 |
| 23 | No Future for Frederick      | Nessun futuro per Frederick        | 7 giugno 1958     |                 |
| 24 | Safe Deposit                 | Deposito sicuro                    | 19 luglio 1958    |                 |
| 25 | Voodoo Death                 | Spirito di morte                   | 1958              |                 |
| 26 | The Expatriate               | L'espatrio                         | 21 dicembre 1957  |                 |
| 27 | The Airport Murder Case      | Delitto in aeroporto               | 28 dicembre 1957  |                 |
| 28 | The Hand of Hera Dass        | La mano di Hera Dass               | 5 aprile 1958     |                 |
| 29 | The Chippendale Racket       | Il racket di Chippendale           | 12 aprile 1958    |                 |
| 30 | The Invalid                  | L'invalidità                       | 19 aprile 1958    |                 |
| 31 | The Man in the Wall          | Spalle al muro                     | 18 marzo 1958     |                 |
| 32 | Something Old, Something New | Nuove abitudini, vecchie abitudini | 11 marzo 1958     |                 |
| 33 | The Man with a 100 Faces     | L'uomo con 100 facce               | 29 marzo 1958     |                 |
| 34 | The Point of No Return       | Punto di non ritorno               | 1958              |                 |
| 35 | A Bowl by Cellini            | Una ciotola di Cellini             | 5 luglio 1958     |                 |
| 36 | Without Fear                 | Senza paura                        | 1958              |                 |
| 37 | Kidnap                       | Rapito                             | 1958              |                 |
| 38 | Rhyme or Treason             | Rima o tradimento                  | 28 giugno 1958    |                 |
| 39 | Three for One                | Tre per uno                        | 1958              |                 |

## Il tesoro di mia moglie
- Titolo originale: Your Money of Your Wife
- Diretto da: Charlie F. Haas
- Scritto da: Richard Grey e Brock Williams

### Trama
Kramer contatta Charlie per ottenere la sua assistenza per un possibile complotto, ma la situazione si complica quando la moglie di Kramer viene rapita e uccisa, la polizia e Charlie indagano.

## Il segreto in spiaggia
- Titolo originale: The Secret of the Sea
- Diretto da: Charles F. Haas
- Scritto da: Tony Barrett e Sidney Marshall

### Trama
Charlie indaga sull'omicidio di un giovane avvenuta su una nave diretta alle Hawaii, rendendosi conto che il mistero è molto più profondo quando iniziano a verificarsi alcuni atti di sabotaggio.

## L'ultima faccia
- Titolo originale: The Lost Face
- Diretto da: Charles F. Haas
- Scritto da: Sidney Marshall e Brock Williams

### Trama
Charlie viene incaricato di indagare su un uomo per conto di un gran giurì, ma viene direttamente coinvolto nel caso quando uno degli agenti di polizia viene a sapere che sua moglie è stata aggredita.

## Vicolo cieco
- Titolo originale: Blind Man's Bluff
- Diretto da: Leslie Goodwin
- Scritto da: Paul Conlan e Richard Grey

### Trama
Charlie indaga sull'omicidio di un uomo non vedente e del ferimento del suo cane, rendendosi conto che c'è molto di più nel caso che è diventato sempre più difficile.

## La grande salvezza
- Titolo originale: The Great Salvos
- Diretto da: Jack Cage
- Scritto da: Barry Shipman

### Trama
Charlie viene coinvolto nel tentativo di sgominare un giro di spionaggio dopo che i piani per un nuovo motore a reazione sono stati rubati, e sospetta su uno spettacolo di cabaret che coinvolge due fratelli che leggono nel pensiero dall'Ungheria.

## I falsari
- Titolo originale: The Counterfeiters
- Diretto da: Leslie Arliss
- Scritto da: Richard Grey

### Trama
Charlie viene chiamato in Francia quando la banca inglese riferisce che le lastre da stampa per la valuta sono state rubate, e fa affidamento su connessioni che risalgono alla seconda guerra mondiale per portare il caso ad una conclusione positiva.

## Morte di un don
- Titolo originale: The Death of a Don
- Diretto da: Don Chaffey
- Scritto da: Maurice Tombragel

### Trama
Charlie prova a salvare il figlio di un suo amico dall'accusa di omicidio dopo essere stato coinvolto in una discussione con un insegnante di musica, per trovare il vero assassino.

## Avventura in altopiano per Charlie
- Titolo originale: Charlie's Highland Fling
- Diretto da: Leslie Arliss
- Scritto da: Fred Schiller

### Trama
Charlie, durante un viaggio in Scozia, dovrà indagare sull'omicidio della moglie del proprietario di una tenuta.

## Paziente nella stanza 21
- Titolo originale: The Patient in Room 21
- Diretto da: Don Charney
- Scritto da: Robert Leslie Bellem

### Trama
Charlie indaga su un uomo che lavora come medico a Londra, ricevendo informazioni che suggeriscono che potrebbe essere stato un medico in Canada condannato per omicidio. Charlie decide chi ha avuto la motivazione per fare tali affermazioni in primo luogo.

## Il rubino rajput
- Titolo originale: The Rajput Ruby
- Diretto da: Don Chaffey
- Scritto da: John K. Butler

### Trama
Charlie, durante una vacanza in Inghilterra, indaga su un furto di gioielli di un principe indiano, scoprendo una rete di intrighi molto più ampia che coinvolge la moglie del principe.

## Il sipario finale
- Titolo originale: The Final Curtain
- Diretto da: Alvin Rakoff
- Scritto da: Gene Wang

### Trama
Charlie, viene contattato da un attore, che crede che sua figlia abbia una relazione con un truffatore e inizia a scoprire la vera verità della situazione fino a quando non cambia tutto.

## Morte in alta marea
- Titolo originale: Death at High Tide
- Diretto da: Leslie Arliss
- Scritto da: Lee Erwin

### Trama
Charlie cerca di rintracciare un criminale nazista che é sfuggito alla custodia, e crede che sia diretto in Francia per scoprire una scorta d'oro in tempo di guerra persa in mare.

## Il circolo della paura
- Titolo originale: The Circle of Fear
- Diretto da: Leslie Arliss
- Scritto da: Tony Barrett

### Trama
Charlie indaga sull'aggressione di un tagliatore di diamanti e sul furto del diamante non tagliato.

## Una mostra in cera
- Titolo originale: An Exhibit in Wax
- Diretto da: Alvin Rakoff
- Scritto da: Sam Neuman

### Trama
Charlie indaga su un attacco ad una mostra d'arte in cera considera che un uomo sbagliato sia stato condannato per un crimine mai commesso.

## Ritorno di fiamma
- Titolo originale: Backfire
- Diretto da: Don Chaffey
- Scritto da: Richard Grey

### Trama
Charlie viene coinvolto in uno strano caso quando un'anziana donna cerca di ristabilire i contatti con sua figlia, ma scopre che è una complessa serie di scambi e doppi incroci che creano un crimine quasi irrisolvibile.

## Il peso dell'arte
- Titolo originale: Patrons of the Arts
- Diretto da: Leslie Arliss
- Scritto da: Lee Erwin

### Trama
A Bruxelles Charlie rimane invischiato in uno schema a tre facce che vedrà i dipinti di un artista in difficoltà aumentare di valore quasi da un giorno all'altro.

## L'amleto in fiamme
- Titolo originale: A Hamlet in Flames
- Diretto da: Don Chaffey
- Scritto da: Robert Leslie Bellem

### Trama
Charlie viene coinvolto per indagare sul tentato furto di un manoscritto estremamente raro appena messo in vendita, e hanno un interesse acquisito a possederlo.

## Linea di dati
- Titolo originale: Dateline - Execution
- Diretto da: Leslie Arliss
- Scritto da: Richard Grey

### Trama
Charlie viene contattato da un pastore locale per salvare un uomo dall'esecuzione per omicidio, e accetta.

## Il maglione
- Titolo originale: The Sweater
- Diretto da: Charles Bennett
- Scritto da: Jerry Sackheim

### Trama
Charlie viene coinvolto sull'errata vendita di un maglione alla persona sbagliata, ma il proprietario del maglione viene ucciso, e scopre anche che la vittima aveva altri scheletri sul suo armadio.

## L'arte nobile dell'omicidio
- Titolo originale: The Noble Art of Murder
- Diretto da: Charles Bennett
- Scritto da: John K. Butler

### Trama
Charlie indaga sull'omicidio di un avversario di un suo amico, e dovrà trovare il vero assassino prima che sia tardi.

## Tre uomini su una zattera
- Titolo originale: Three Men on a Raft
- Diretto da: Leslie Arliss
- Scritto da: Ted Thomas e Jan Leman

### Trama
Charlie ha dei dubbi su un racconto di un autore che lo aveva pubblicato che raccontava la sua sopravvivenza a bordo di una zattera con altri due uomini.

## Nessuna spiaggia per un omicidio
- Titolo originale: No Holiday for Murder
- Diretto da: Charles Bennett
- Scritto da: Doris Gilbert e Terence Maples

### Trama
Tutti nel gruppo del tour odiano la loro guida, ma quando quest'ultima muore in fondo alle scale del museo, Charlie e uno dei suoi figli indagano.

## Nessun futuro per Frederick
- Titolo originale: No Future for Frederick
- Diretto da: Don Chaffey
- Scritto da: Terence Maples

### Trama
Charlie torna a Londra e indaga sulla morte di un attore famoso avvenuta per un attacco di cuore, ma Charlie sospetta il contrario.

## Deposito sicuro
- Titolo originale: Safe Deposit
- Diretto da: Leslie Arliss
- Scritto da: Richard Grey

### Trama
Charlie viene coinvolto in un'indagine quando suo figlio viene coinvolto in una rapina in banca.

## Spirito di morte
- Titolo originale: Voodoo Death
- Diretto da: Don Chaffey
- Scritto da: Lee Erwin

### Trama
Charlie vede un ospite ad una cena morire, e tutti pensano che ci sia un servitore nero esperto nell'arte della magia nera, ma Charlie pensa che ci sia spiegazione molto più banale.

## L'espatrio
- Titolo originale: The Expatriate
- Diretto da: Leslie Arliss
- Scritto da: Peter Barry

### Trama
Charlie si trova in un albergo in Inghilterra quando un uomo viene ferito durante una sparatoria, ma a differenza della maggior parte dei casi di tentato omicidio, Charlie ha il problema che più persone confessino l'omicidio.

## Delitto in aeroporto
- Titolo originale: The Airport Murder Case
- Diretto da: Don Chaffey
- Scritto da: Jerry Sackheim e Stuart Jerome

### Trama
Charlie è a Roma, quando le autorità locali gli chiedono di indagare sulla morte di una giovane donna.

## La mano di Hera Dass
- Titolo originale: The Hand of Hera Dass
- Diretto da: Leslie Arliss
- Scritto da: Lee Erwin

### Trama
Charlie si trova a Nizza quando è impegnato in un lavoro per recuperare un manufatto che è stato rubato in Egitto.

## Il racket di Chippendale
- Titolo originale: The Chippendale Racket
- Diretto da: Don Chaffey
- Scritto da: Gertrude Walker

### Trama
Charlie e Don indagano su un racket dell'argento georgiano e sull'omicidio uno degli autori.

## L'invalidità
- Titolo originale: The Invalid
- Diretto da: Don Chaffey
- Scritto da: Ted Thomas e Jan Leman

### Trama
Charlie indaga sulla scomparsa di un'attrice protagonista di un film in cui lui è il consulente tecnico.

## Spalle al muro
- Titolo originale: The Man in the Wall
- Diretto da: Leslie Arliss
- Scritto da: Hendrik Vollaerts e Jerry Sackheim

### Trama
Charlie dovrà indagare su un cadavere mummificato trovato da una squadra di demolitori, e si scopre che è morto da 17 anni.

## Nuove abitudini, vecchie abitudini
- Titolo originale: Something Old, Something New
- Diretto da: Leslie Arliss
- Scritto da: Lawrence L. Goldman

### Trama
Charlie indaga sull'omicidio di una donna, impiegandosi da un ladruncolo per risolvere il caso.

## L'uomo con 100 facce
- Titolo originale: The Man with a 100 Faces
- Diretto da: Charles Bennett
- Scritto da: Hendrik Vollaerts

### Trama
Charlie indaga su un furto di un ingente quantità di gioielli, e sospetta che ci sia una rapina.

## Punto di non ritorno
- Titolo originale: The Point of No Return
- Diretto da: Don Chaffey
- Scritto da: Edward E. Seabrook e Homer McCoy e Jack Dawe

### Trama
A Venezia Charlie viene coinvolto in un caso di omicidio in cui viene accusata una donna, e quindi indaga.

## Una ciotola di Cellini
- Titolo originale: A Bowl by Cellini
- Diretto da: Leslie Arliss
- Scritto da: Lee Erwin

### Trama
Un turista a Roma acquista un oggetto d'antiquariato di grande valore, e tenta di risolvere la confusione prima che le persone inizino a farsi male o a morire.

## Senza paura
- Titolo originale: Without Fear
- Diretto da: Don Chaffey
- Scritto da: Lawrence Huntington

### Trama
Una ragazza si presenta da un'agenzia di viaggi senza alcun ricordo negli ultimi 7 anni, e Charlie inizia a svelare il passato della ragazza e cosa ha portato alla sua perdita di memoria.

## Rapito
- Titolo originale: Kidnap
- Diretto da: Leslie Arliss
- Scritto da: Doreen Montgomery

### Trama
Charlie viene incaricato di cercare suo padre rapito da ignoti.

## Rima o tradimento
- Titolo originale: Rhyme or Treason
- Diretto da: Don Chaffey
- Scritto da: Hendrik Vollaerts

### Trama
La figlia di un uomo condannato nel 1942 per tradimento chiede a Charlie di provare a dimostrare che la condanna era sbagliata.

## Tre per uno
- Titolo originale: Three for One
- Diretto da: Leslie Arliss
- Scritto da: Stanley H. Silverman

### Trama
Charlie indaga su una serie di attacchi casuali in un negozio di antiquariato, e cerca di capire cosa succede.